# Primi ministri di Vanuatu
Il primo ministro di Vanuatu è il capo del governo di Vanuatu.
La carica di primo ministro è stata istituita quando Vanuatu ottenne l'indipendenza nel 1980. Il primo capo del governo fu Walter Lini, leader del movimento indipendentista Vanua'aku Pati.

## Primi ministri di Vanuatu
| N°   | Titolare                | Immagine | Entrata in carica | Fine carica       | Partito politico                 |
| ---- | ----------------------- | -------- | ----------------- | ----------------- | -------------------------------- |
| 1    | Walter Lini             |          | 30 luglio 1980    | 6 settembre 1991  | Vanua'aku Pati                   |
| 2    | Donald Kalpokas         |          | 6 settembre 1991  | 16 dicembre 1991  | Vanua'aku Pati                   |
| 3    | Maxime Carlot Korman    |          | 16 dicembre 1991  | 21 dicembre 1995  | Unione dei Partiti Moderati      |
| 4    | Serge Vohor             |          | 21 dicembre 1995  | 23 febbraio 1996  | Unione dei Partiti Moderati      |
| (3)  | Maxime Carlot Korman    |          | 23 febbraio 1996  | 30 settembre 1996 | Unione dei Partiti Moderati      |
| (4)  | Serge Vohor             |          | 30 settembre 1996 | 30 marzo 1998     | Unione dei Partiti Moderati      |
| (2)  | Donald Kalpokas         |          | 30 marzo 1998     | 25 novembre 1999  | Vanua'aku Pati                   |
| 5    | Barak Sopé              |          | 25 novembre 1999  | 13 aprile 2001    | Partito Progressista Melanesiano |
| 6    | Edward Natapei          |          | 13 aprile 2001    | 29 luglio 2004    | Vanua'aku Pati                   |
| (4)  | Serge Vohor             |          | 29 luglio 2004    | 11 dicembre 2004  | Unione dei Partiti Moderati      |
| 7    | Ham Lini                |          | 11 dicembre 2004  | 22 settembre 2008 | Partito Unito Nazionale          |
| (6)  | Edward Natapei          |          | 22 settembre 2008 | 2 dicembre 2010   | Vanua'aku Pati                   |
| 8    | Sato Kilman             |          | 2 dicembre 2010   | 23 marzo 2013     | Partito Progressista Popolare    |
| 9    | Moana Carcasses Kalosil |          | 23 marzo 2013     | 15 maggio 2014    | Federazione dei Verdi            |
| 10   | Joe Natuman             |          | 15 maggio 2014    | 11 giugno 2015    | Vanua'aku Pati                   |
| (8)  | Sato Kilman             |          | 11 giugno 2015    | 11 febbraio 2016  | Partito Progressista Popolare    |
| 11   | Charlot Salwai          |          | 11 febbraio 2016  | 20 aprile 2020    | Namangi Aute                     |
| 12   | Bob Loughman            |          | 20 aprile 2020    | 4 novembre 2022   | Vanua'aku Pati                   |
| 13   | Ishmael Kalsakau        |          | 4 novembre 2022   | 4 settembre 2023  | Unione dei Partiti Moderati      |
| (8)  | Sato Kilman             |          | 4 settembre 2023  | 6 ottobre 2023    | Partito Progressista Popolare    |
| (11) | Charlot Salwai          |          | 6 ottobre 2023    | 11 febbraio 2025  | Namangi Aute                     |
| 14   | Jotham Napat            |          | 11 febbraio 2025  | in carica         | Partito dei Dirigenti            |